# Newtònia d'Archbold
La newtònia d'Archbold (Newtonia archboldi) és un ocell de la família dels vàngids (Vangidae).

## Hàbitat i distribució
Habita vegetació de zones subàrides a terres baixes del sud i sud-oest de Madagascar.